# تامبا باي رايز
فريق تامبا باي رايز (بالإنجليزية: Tampa Bay Rays)‏ هو فريق كرة قاعدة أمريكي مقره في مدينة سانت بطرسبرغ في ولاية فلوريدا. وينافس في دوري كرة القاعدة الرئيسي (م ل ب) في القسم الشرقي من الدوري الأمريكي. ويلعب الفريق المباريات على أرضه في ملعب تروبيكانا فيلد.
في 9 مارس 1995 تمت الموافقة على قيام مجموعة ملكية بقيادة فينس نيمولي  بتكوين فريق لكرة القاعدة منطقة خليج تامبا للمشاركة في دوري كرة القاعدة، وبدأ تامبا باي ديفيل رايز المشاركة في اللعب في موسم عام 1998 من دوري كرة القاعدة الرئيسي.
شهد موسم 2008 تحقيق تامبا باي رايز الفوز الأول ببطولة القسم الشرقي من الدوري الأمريكي، كأول انجاز لهم (بعد هزيمتهم بوسطن ريد سوكس في سلسلة بطولة الدوري الأمريكي)، وخسر الفريق أمام فيلادلفيا فيليز في بطولة العالم لذلك العام. منذ ذلك الحين شارك الفريق في نهائيات المسابقة في مواسم 2010 و 2011 و 2013 و 2019.